# Астанес
Астане́с (исп. Ibón de Estanés) — озеро в испанских Центральных Пиренеях. Находится на территории провинции Уэска в Арагоне, вплотную к Франции.

## Расположение
Озеро расположено на высоте 1754 м над уровнем моря, в самом конце ущелья Аспы, на западной его стороне. Северный и западный берега круто обрываются вниз, образуя таким образом естественную государственную границу. Озеро подпитывается ручейками, стекающими с северного склона массива Аспы.
Имеет сток в бассейн Адура через пересыхающий приток верховий реки Гав-д’Асп.

## Интересные факты
- «Astanés» по-арагонски означает «озеро», однако в результате опечатки, по-французски озеро Астанес стало называться «Estaens».
- Почва вокруг озера богата оксидами железа, благодаря чему местность имеет характерный красноватый оттенок. Этот оттенок исчезает при пересечении испанско-французской границы.
- Хотя в нескольких десятках метров от озера проходит государственная граница, стада овец каждодневно её нарушают и ходят пастись на пологих северном и восточном берегах.

## Фотографии

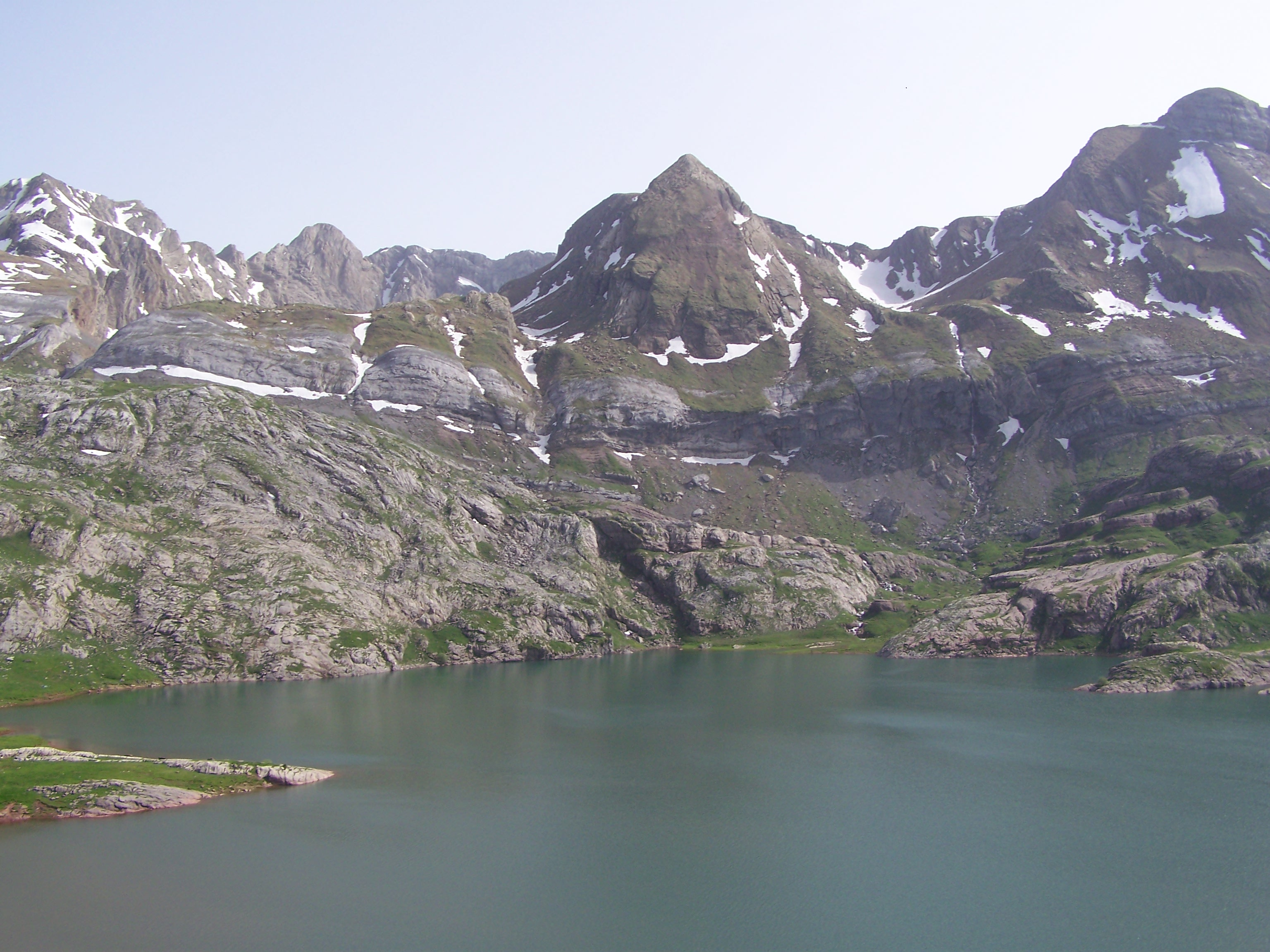
Вид с севера
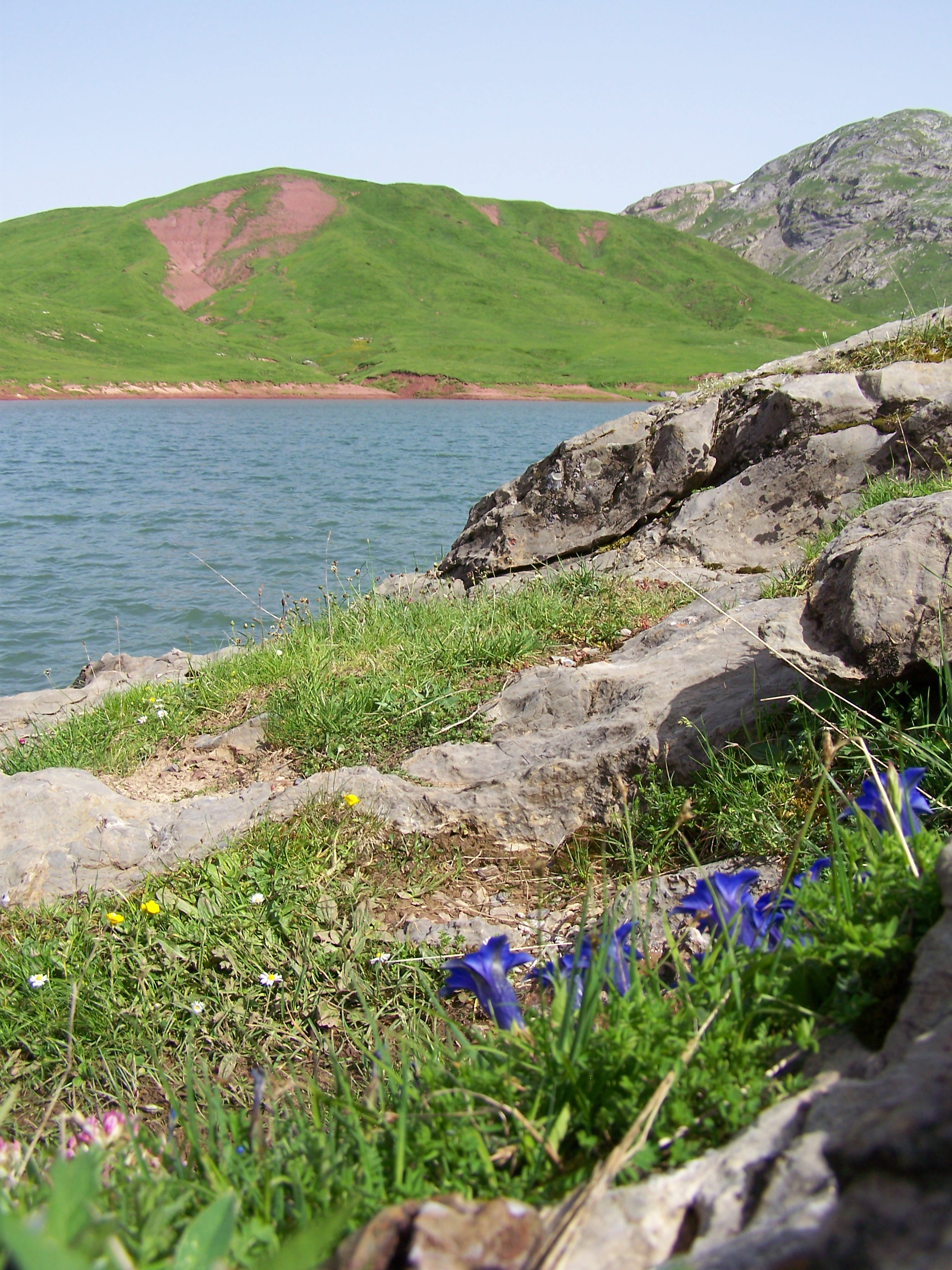
На западном берегу
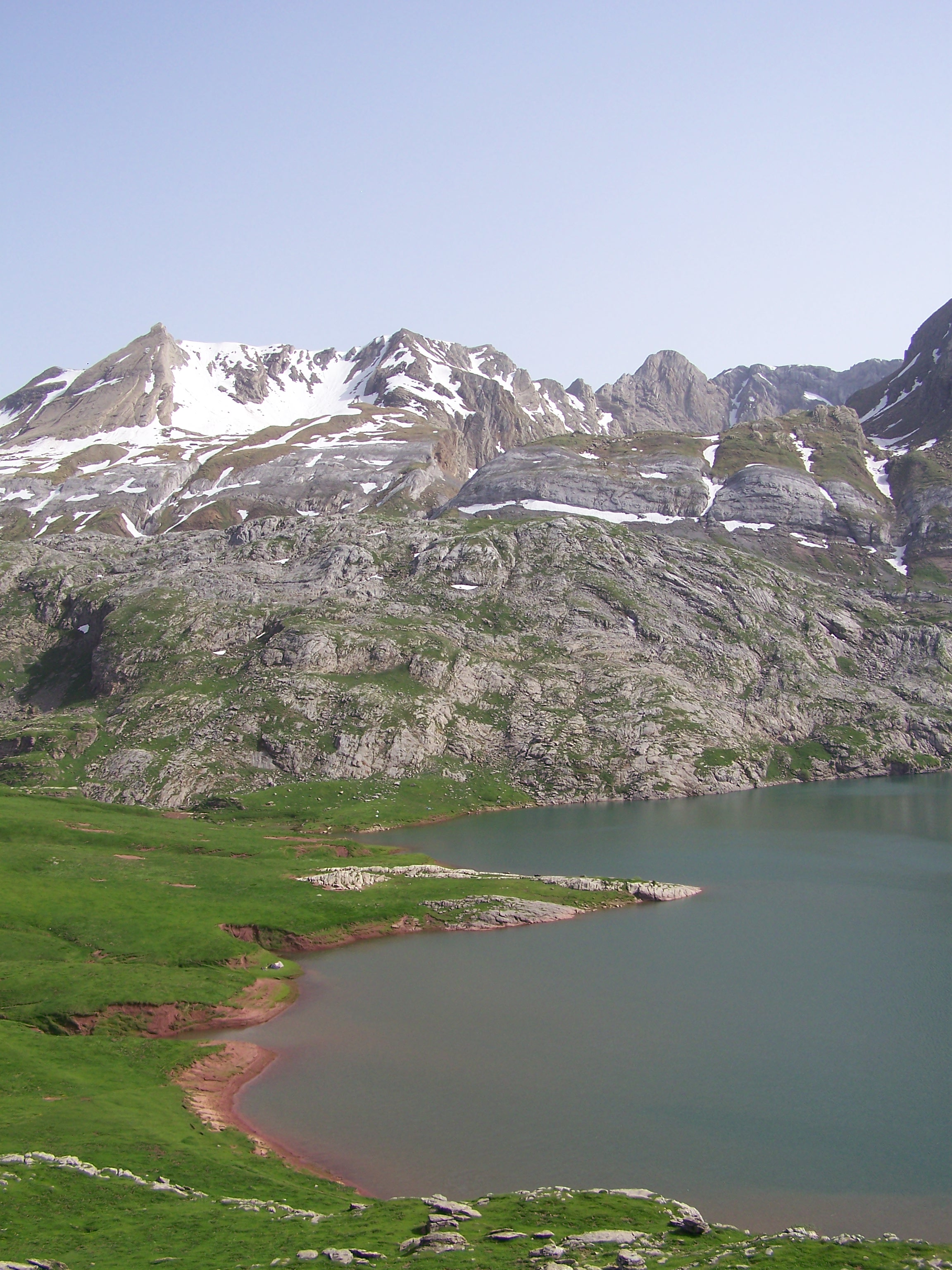
Характерные красные берега
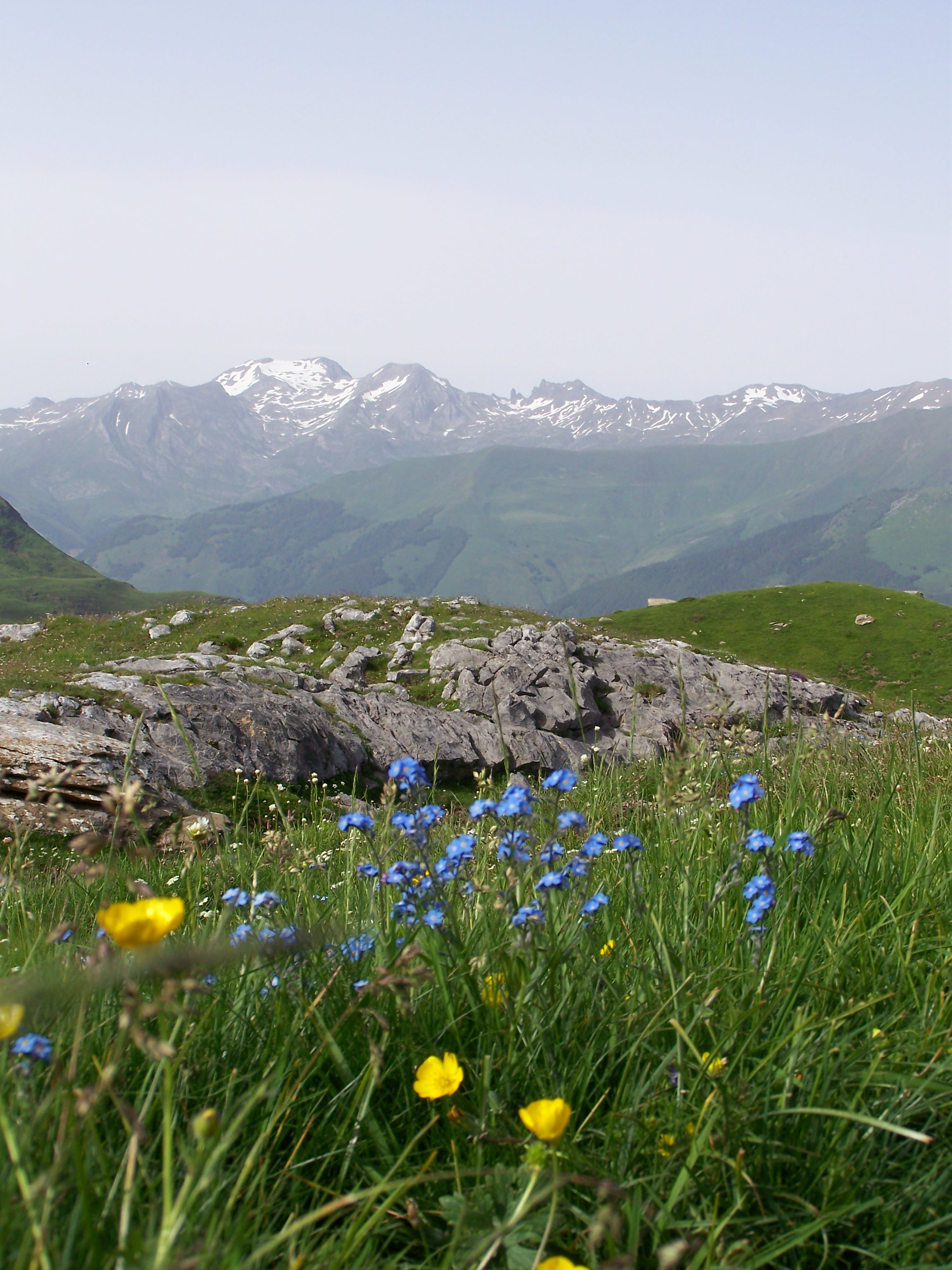
Вид на Ущелье Аспы с берегов озера